# Version imprimable
 (février 2023).
Si vous disposez d'ouvrages ou d'articles de référence ou si vous connaissez des sites web de qualité traitant du thème abordé ici, merci de compléter l'article en donnant les références utiles à sa vérifiabilité et en les liant à la section « Notes et références ».
Une version imprimable correspond à une version d'une page web spécialement présentée pour être facilement imprimée. Cela peut se faire par la simplification de la mise en forme du document (suppression des images d'arrière-plan, des cadres, des menus, des publicités ...).
Les pages HTML peuvent souvent être présentées sous une version imprimable, en particulier en utilisant une feuille de style css.